# Sint-Vincentius (Batavia)
Sint-Vincentius was een weeshuis en internaat voor meisjes van de zusters Ursulinen te Batavia. Dit weeshuis lag aan de Bidaratjina 76, tegenover de toegang tot het tuindorp Polonia, en werd in 1938 in gebruik genomen. 
Sint-Vincentius werd tijdens de Japanse bezetting van Nederlands-Indië in de periode van april 1943 tot en met februari 1945 gebruikt als kampziekenhuis voor zieke krijgsgevangenen. Als kamp was het weeshuis omheind met prikkeldraad. Het stond onder dezelfde leiding als Mater Dolorosa, waarbij de medische staf grotendeels bestond uit Europese geïnterneerden uit andere kampen, waaronder enkele hoogleraren-artsen die voor de oorlog waren verbonden aan de Medische Faculteit van Batavia.